# Karina Schönmaier
Karina Schönmaier (* 4. August 2005 in Bremen) ist eine deutsche Turnerin.
Sie ist amtierende Europameisterin mit dem  Mixed-Team und am Sprung, wo sie zudem auch aktuelle deutschen Meisterin ist.

## Karriere
Karina Schönmaier begann mit fünf Jahren das Gerätturnen beim TuS Huchting in Bremen. Seit ihrem achten Lebensjahr trainierte sie auch beim Verein Blau-Weiss Buchholz.
Ende 2022 wechselte sie aufgrund besserer Trainingsbedingungen von Bremen zum Olympiastützpunkt nach Chemnitz. Sie ist Sportsoldatin.
Bei den Olympischen Sommerspielen 2024 in Paris hat sie als Reservistin im Olympia-Team teilgenommen.

## Erfolge
Bei den Deutschen Turnmeisterschaften 2021 in Dortmund gewann sie Bronze im Sprung. Ein Jahr später bei den Deutschen Turnmeisterschaften 2022 in Berlin steigerte sie sich auf Silber, was sie 2023 in Düsseldorf verteidigen konnte.
Bei den Deutschen Turnmeisterschaften 2024 in Frankfurt gewann sie Bronze am Stufenbarren und im Mehrkampf, Silber am Boden und Gold im Sprung.
Schönmaier hat Deutschland bei den Turn-Europameisterschaften 2025 vertreten. Bei letzterem Turnier wurde sie zusammen mit Timo Eder Europameisterin im erstmals ausgetragenen Mixed-Wettbewerb. Außerdem gewann sie mit 13,983 Punkten die Goldmedaille im Sprungfinale.

## Ehrungen
Karina Schönmaier wurde 2021 als Bremer Sportlerin des Jahres ausgezeichnet.